# Дейнкасл
Дейнкасл (англ. Danescastle; ирл. Caisleán an Dinigh) — деревня в Ирландии, находится в графстве Уэксфорд (провинция Ленстер).

## Демография
Население — 218 человек (по переписи 2006 года). В 2002 году население составляло 168 человек.
Данные переписи 2006 года:
| Общие демографические показатели |               |                               |                               |      |      |
| Всё население                    | Всё население | Изменения населения 2002—2006 | Изменения населения 2002—2006 | 2006 | 2006 |
| 2002                             | 2006          | чел.                          | %                             | муж. | жен. |
| 168                              | 218           | 50                            | 29,8                          | 97   | 121  |